# 前原市

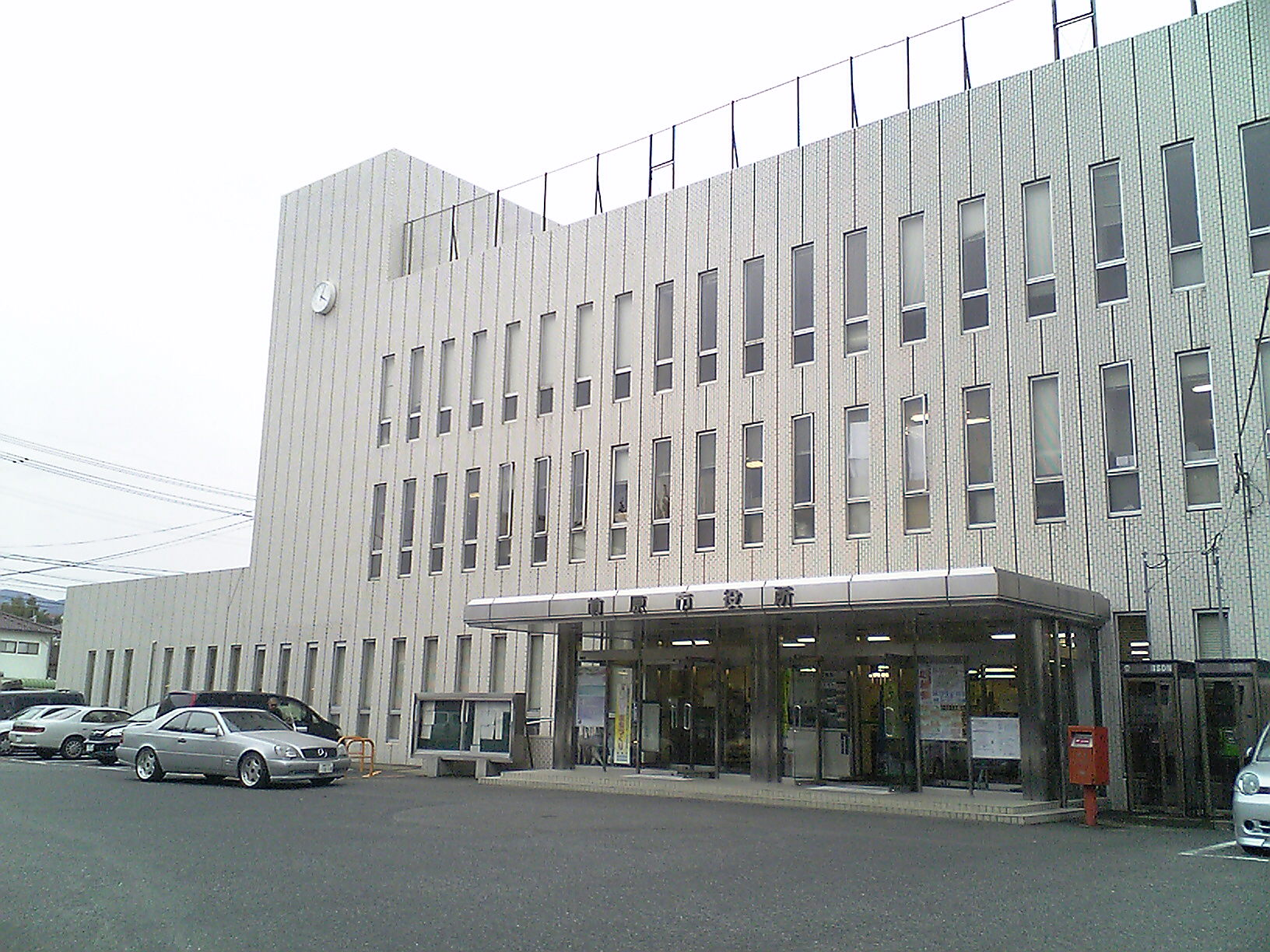
前原市役所（現・糸島市役所本庁舎）

前原市（まえばるし）は、かつて福岡県の西部にあった市。
1992年（平成4年）10月1日、福岡県で23番目の市として市制を施行。幾度の挫折を経て2010年（平成22年）1月1日、隣接する糸島郡二丈町・志摩町と新設合併し、糸島市となって廃止した。

## 地理
北部はほぼ平坦な平野で市街地または水田が広がり、南部は佐賀県との県境となる脊振山地をはじめ山間部である。北西部にあたる加布里付近ではわずかではあるが、海にも面している。河川は二級河川の瑞梅寺川、雷山川などがあるがいずれも比較的小さな河川である。

### 隣接していた自治体・行政区
- 福岡県
  - 福岡市（西区・早良区）
  - 糸島郡志摩町・二丈町
- 佐賀県
  - 佐賀市
  - 唐津市

## 歴史

### 原始
市内各地から縄文時代の磨製石斧や縄文土器が出土している。中国の歴史書である「魏志倭人伝」によると、弥生時代には現在の前原市一帯は「伊都国」が栄えた地と記述されており、市内の史跡平原遺跡（ひらばるいせき）の方形周溝墓からは日本最大の銅鏡「内行花文鏡」等の出土品（国宝）が発掘されている。

### 近現代
- 1889年（明治22年）4月1日 - 町村制施行に伴い、怡土郡に加布里村・長糸村・雷山村・怡土村が，志摩郡に前原村・波多江村が誕生する。
- 1896年（明治29年）4月1日 - 怡土郡と志摩郡が合併し糸島郡となる[1]。
- 1901年（明治34年）9月15日 - 前原村が町制施行し前原町となる。
- 1914年（大正3年） - 木造清賀上人坐像（千如寺大悲王院）が国の重要文化財に指定される。
- 1931年（昭和6年）4月1日 - 前原町と波多江村、加布里村が対等合併し、新町制による前原町となる。
- 1937年（昭和12年）10月1日 - 北九州鉄道が国鉄に買収され筑肥線となる。
- 1938年（昭和13年） - 怡土城跡が国の史跡に指定される。
- 1950年（昭和25年） - 前原町町制50周年記念式典が行われる。
- 1954年（昭和29年） - 志登支石墓群が国の史跡に指定される。
- 1955年（昭和30年）
  - 1月1日 - 前原町と雷山村・長糸村が合併し、新町制による前原町となる。
  - 4月1日 - 怡土村を編入。
- 1958年（昭和33年） - 前原町に簡易水道給水が開始される。
- 1961年（昭和36年） - 前原電報電話局開設。
- 1979年（昭和54年） - 人口が4万人を突破。
- 1983年（昭和58年）3月22日 - 筑肥線が電化され福岡市地下鉄1号線と筑前前原駅 - 博多駅間にて相互乗り入れを開始する。
- 1985年（昭和60年） - 町村合併30周年記念式典が行われる。
- 1990年（平成2年） - 人口が5万人を突破。
- 1992年（平成4年）10月1日 - 市制施行。前原市となる。
- 1993年（平成5年）
  - 福岡市地下鉄1号線が福岡空港駅まで延伸開通・全通し、福岡市地下鉄空港線と改称。JR筑肥線と空港線福岡空港駅までの相互乗り入れを開始する。
  - 西九州自動車道「福岡前原有料道路」開通。
- 1996年（平成8年） - 人口が6万人を突破。
- 2000年（平成12年） - 筑肥線下山門 - 筑前前原間複線化。人口が65,000人を突破。
- 2001年（平成13年） - 福岡高速道路と西九州自動車道が連結。いとしま合併検討会が前原市・志摩町・二丈町の合併協議会設置を求める。
- 2002年（平成14年） - 糸島1市2町合併協議会が発足。新市の名称を「糸島市」、新設（対等）合併、2006年（平成18年）1月1日を合併の期日と定め合併へ向けて審議を進めていたが、最終合意に至らず、協議会も解散した。
- 2005年（平成17年）
  - 3月20日 - 午前10時53分、福岡県西方沖地震が発生。前原市でも震度6弱を観測した。
  - 11月30日 - 前原市図書館開館。
- 2006年（平成18年） - 平原遺跡から出土した福岡県平原方形周溝墓出土品が国宝に指定される。
- 2010年（平成22年）1月1日 - 糸島1市2町の合併による糸島市発足により前原市廃止。
  - 合併後、前原市役所庁舎は糸島市役所本庁舎として2023年まで利用され、2023年に新庁舎に建て替えられた。

## 行政
- 市長: 松本嶺男（2005年（平成17年）10月16日就任、新市発足により任期は2009年（平成21年）いっぱい）
新市発足後は、2010年（平成22年）2月14日実施の糸島市長選挙まで別途、糸島市長職務執行者が置かれた。

### 歴代市長
| 代 | 氏名     | 就任                       | 退任                       | 備考             |
| -- | -------- | -------------------------- | -------------------------- | ---------------- |
| 1  | 藤山尚光 | 1992年（平成4年）10月1日   | 1995年（平成7年）7月4日    | 旧前原町長、辞職 |
| 2  | 春田整秀 | 1995年（平成7年）7月23日   | 2003年（平成15年）7月22日  |                  |
| 3  | 河野正雄 | 2003年（平成15年）7月23日  | 2005年（平成17年）         | 辞職             |
| 4  | 松本嶺男 | 2005年（平成17年）10月16日 | 2009年（平成21年）12月31日 | 廃止             |

## 経済

### 前原市に本社を置く主な企業
- 九星飲料工業

#### 漁業
- 加布里漁港

## 地域

### 教育

#### 大学
- 九州大学伊都キャンパス（福岡市西区、志摩町にまたがる）

#### 高等学校
- 福岡県立糸島高等学校
- 福岡県立糸島農業高等学校

#### 中学校
市立
- 前原中学校
- 前原東中学校
- 前原西中学校

#### 小学校
市立
- 前原小学校
- 加布里小学校
- 波多江小学校
- 長糸小学校
  - 白糸分校
- 雷山小学校
- 怡土小学校
  - 王丸分校
- 前原南小学校
- 南風小学校
- 東風小学校

### 警察署
- 前原警察署
  - 波多江交番
  - 駅前交番
  - 大門駐在所
  - 長糸駐在所

### 郵便局
集配局
- 前原郵便局

無集配局
- 怡土郵便局
- 加布里郵便局
- 長糸郵便局
- 波多江郵便局

## 交通
公共交通機関としては福岡市営地下鉄に相互乗り入れをしているJR筑肥線が主要な役割を果たしている。JR筑肥線を含め、国道202号、西九州自動車道など東西方向の交通網が発達している。

### 空路
博多商工会議所が1943年（昭和18年）に製作した「二十年後ノ大福岡構想図」には、高祖山の東側に飛行場が描かれているが、この構想が実現されることは無かった。
現在の最寄り空港は福岡空港。JR筑肥線の利用により乗り換えなしで空港まで行くことができる。所要時間は筑前前原駅より45分程度。

### 鉄道
- 九州旅客鉄道（JR九州）
  - 筑肥線
    - 波多江駅 - 筑前前原駅 - 美咲が丘駅 - 加布里駅

中心駅は筑前前原駅。市役所等の主要な公共施設は同駅周辺に集中している。

### バス
- 昭和自動車（昭和バス）
- 前原市コミュニティバス（福岡昭和タクシーへ運行委託）[3][4] - 糸島市コミュニティバスへ継承（糸島市#交通を参照）。

### 道路

#### 自動車専用道路
- 西九州自動車道（福岡前原有料道路）

#### 一般国道
- 国道202号

#### 主要地方道
- 福岡県道12号前原富士線
- 福岡県道49号大野城二丈線
- 福岡県道54号福岡志摩前原線
- 福岡県道56号福岡早良大野城線

## 名所・旧跡・観光スポット・祭事・催事

### 施設
- 伊都国歴史博物館
- 伊都文化会館
- 前原市図書館
- 前原市健康福祉センター・あごら

### 自然
- 雷山 (955m)
- 白糸の滝
- 笹山公園

### 旧跡
- 雷山神籠石
- 高祖山 怡土城跡
- 曽根遺跡群
- 平原遺跡

### 行事
- 1月
  - 追儺祭 - 老松神社
  - 初観音祭 - 雷山千如寺大悲王院
- 2月
  - 百手的射祭 - 産宮神社
- 4月
  - まえばる春まつり - 笹山公園、加布里公園
  - 安産祈願祭 - 産宮神社
  - 高祖神楽 - 高祖神社
- 6月
  - 白糸の滝びらき - 白糸の滝
- 7月
  - 前原夏祭り山笠 - 火伏地蔵・老松神社
- 8月
  - 千日観音祭 - 雷山千如寺大悲王院
- 10月
  - 前原市民まつり
  - 加布里山笠 - 加布里天満宮
  - 高祖夜神楽 - 高祖神社
- 12月
  - 寒みそぎ - 熊野神社
  - クリスマスin前原 - イリスロード

## 前原市出身の有名人
- 由比忠之進 (弁理士、エスペランティスト)
- 玉輝山正則（大相撲力士、元小結）
- 篠田麻里子（歌手、元AKB48メンバー）
- 山内恵介（演歌歌手）
- 心勇仁（力士、東関部屋所属）
- 山田紗暉（プロボクサー）：生まれは飯塚市

## 市外局番
- 前原市および糸島郡の所属する前原MA（MAとは単位料金区域のことである）は、隣接する福岡MA（福岡市及び春日市、太宰府市など周辺地域）と同じ092であるが、MAが異なるため、通話は県内市外（隣接）扱い（NTT西日本利用で3分間21円）となる。ただし、特例で福岡MAと通話する際に市外局番 (092) は不要となっている。